# Wereldkampioenschappen ritmische gymnastiek 2019

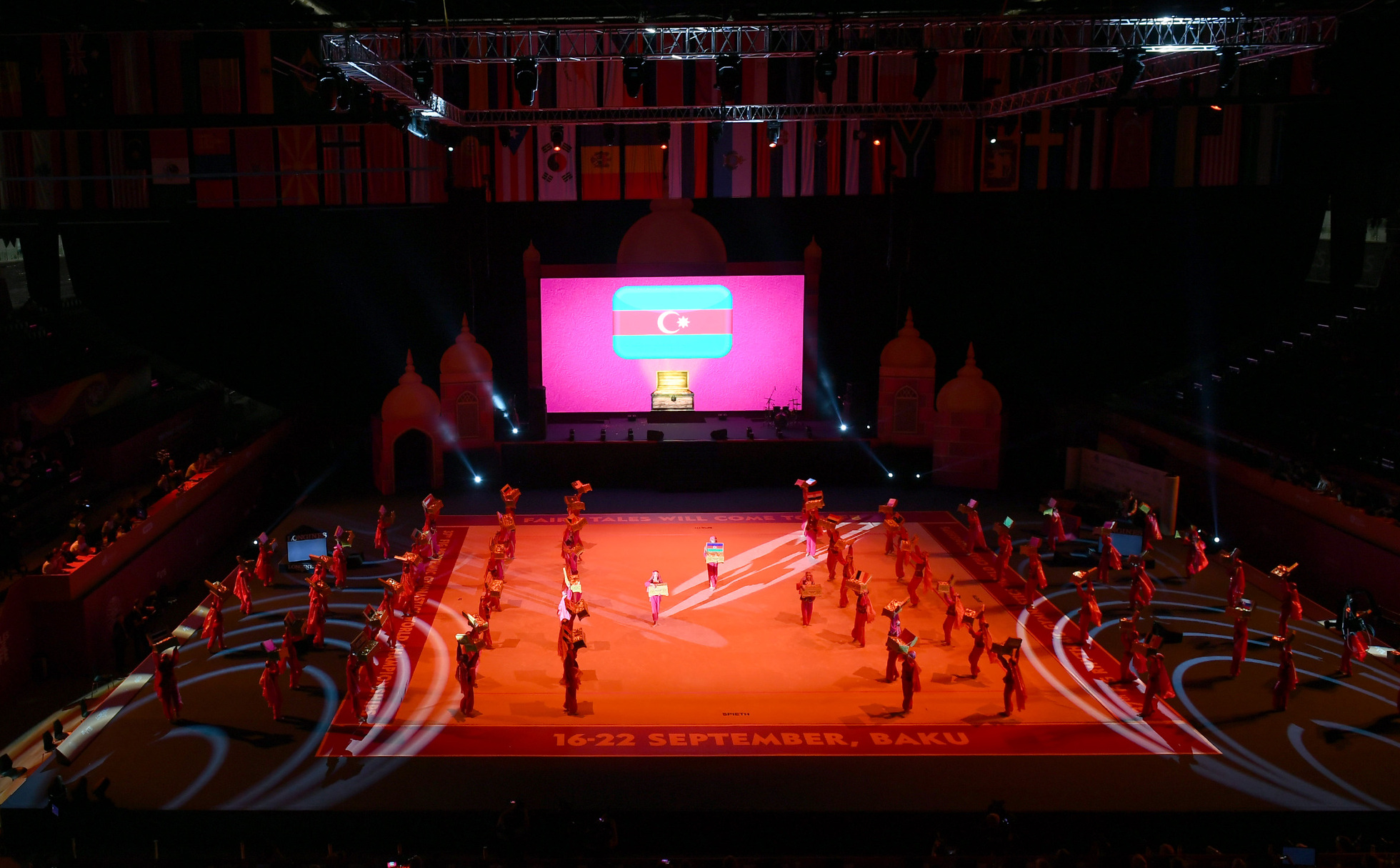
Opening ceremony of 37th FIG Rhythmic Gymnastics World Championships

De wereldkampioenschappen ritmische gymnastiek 2019 zal gehouden worden van 16 tot en met 22 september 2019 in Bakoe, Azerbeidzjan.
1963 ·
1965 ·
1967 ·
1969 ·
1971 ·
1973 ·
1975 ·
1977 ·
1979 ·
1981 ·
1983 ·
1985 ·
1987 ·
1989 ·
1991 ·
1993 ·
1994 ·
1995 ·
1996 ·
1997 ·
1998 ·
1999 ·
2001 ·
2002 ·
2003 ·
2005 ·
2007 ·
2009 ·
2010 ·
2011 ·
2013 ·
2014 ·
2015 ·
2017 ·
2018 ·
2019 ·
2021 ·
2022 ·
2023